# 阿里辛特足球會
阿里辛特足球會是一所位於挪威奧勒松的足球球會，於1914年成立。球會於2006年的甲級聯賽中曾奪第二名，得以升班至挪威足球超級聯賽。直到2004年，球會擁有835名會員，還有數支職業或業餘球隊。

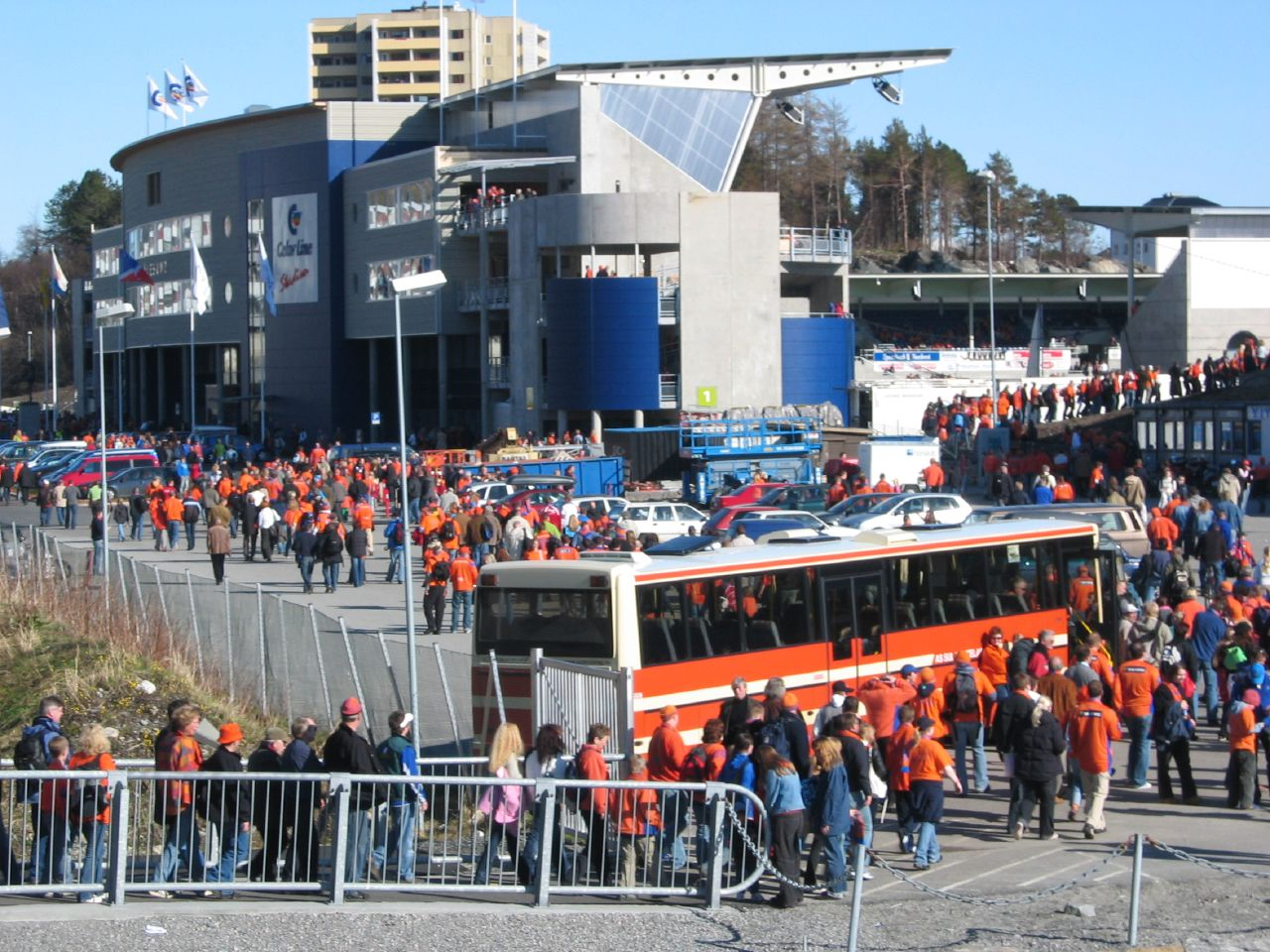
色線球場開放日

他們於2004年球季於Kråmyra球場作為主場館，到2005年搬至新建成的色線球場，色線球場大約能容納 11,000 人。而他們於2006年的平均入場人數有 9,943 人，刷新了挪甲聯的紀錄。
當地的球迷會稱為「Stormen」，或「The Storm」，大約有2,000名會員。
他們的主要對手是莫迪。

## 外部連結
- 官方網站 （页面存档备份，存于）
- 球迷網站 （页面存档备份，存于）